# Puig del Milà
El puig del Milà és una muntanya de 477 metres del municipi de Felanitx, situada molt a la vora del puig de Sant Salvador. Al seu cim s'hi troba el monument de la creu des Picot, una gran creu de formigó construïda l'any 1957.